# Dahenbach
Der Dahenbach ist ein je nach zugerechnetem Oberlauf vier bis fünf Kilometer langer Bach im Landkreis Heilbronn im nördlichen Baden-Württemberg, der nach nordöstlichem Lauf in Neuenstadt am Kocher von links in die unterste Brettach mündet.

## Name
Nach zwei älteren Quellen wurde der Dahenbach – einmal mit dem, einmal vielleicht ohne den heute als Brunnenwiesenbach ausgewiesenen linken Oberlauf – früher Dahbach genannt. Ein Gewann in seiner Aue am Südrand von Neuenstadt heißt heute Dahbachwiesen.

## Geographie

### Verlauf
Der Dahenbach entsteht auf etwa 220 m ü. NHN etwa 300 Meter südöstlich des Ortsrandes des Neckarsulmer Dorfes Dahenfeld am unteren Rand des Waldhanggewanns Dahenfelder Schlag, das zu Neuenstadt am Kocher gehört. In etwas geschlungenem, anfangs nordöstlichem, später nördlichem bis nordwestlichen Lauf zieht der Bach an der Stadtgrenze und zugleich der Waldgrenze einer schmalen Grünlandaue zum genannten Hangwald entlang. Über der Mulde liegen auf dem niedrigeren linken Hügel Felder. Zuletzt passiert er auf dieser Anfangsstrecke seines Laufes eine Wasserfassung links in der Aue.
Er fließt danach, 1,5 km unterhalb seiner Quelle, mit dem dort von Südwesten aus Dahenfeld kommenden Brunnenwiesenbach zusammen, dessen Quelle auf etwa 230 m ü. NHN über einen Kilometer südwestlich seiner eigenen am Unterhang des Mönchswaldes liegt. Dieser andere Oberlaufarm ist 2,5 km lang und entwässert ein Teileinzugsgebiet von etwa 3,2 km², also mehr als anderthalb Mal so viel wie die etwa 1,9 km² des namentlichen Oberlaufs bis dorthin.
Der vereinte Bach fließt nun recht geradlinig in der Zuflussrichtung des Brunnenwiesenbachs weiter, zunächst am Rand des Talgrundes zwischen feuchten Wiesen in der Aue linksseits und weiterhin ans Ufer grenzendem Hangwald nun des Mittleren Schlägles rechtsseits. Bald schon wechselt er dabei ganz in die Stadtgemarkung von Neuenstadt über und fließt von einer lückenhaften Gehölzgalerie begleitet mittig in der Aue zwischen beidseits offenen Hügeln auf den Neunstadter Wohnplatz Seewiesen zu, der in der Talaue liegt. Auf den folgenden 300 Metern durch das Weichbild des kleinen Ortes schwenkt er auf nördlichen Lauf.
Zwischen einem langen Feld links am Lauf und einigen Gärten über dem rechten Ufer ziehend, erreicht er den Ortsrand von Neuenstadt selbst. Nachdem er ein Gewerbegrundstück in der Aue passiert hat, schlängelt sich der Bach für seine letzten etwa 400 Meter wieder unter den Bäumen einer breiten Gehölzgalerie, nunmehr nordostwärts. Nachdem er zuletzt die Schafgasse unterquert hat, mündet er gleich danach auf etwa 164 m ü. NHN von links als deren letzter Zufluss in die Brettach, wenige Schritt unterhalb der Brücke des Mühlweges und gegenüber dem Pappelwiesenpark der Stadt.
Der Dahenbach mündet nach 4,0 km langem Lauf mit mittlerem Sohlgefälle von etwa 14 ‰ rund 56 Höhenmeter unterhalb seiner Quelle am Fuße des Dahenfelder Schlages. Mit dem statt des rechten namentlichen längeren linken Oberlauf Brunnenwiesenbach zusammen ist er 4,9 km lang.

### Einzugsgebiet
Der Dahenbach hat ein 8,1 km² großes Einzugsgebiet. Sein mit Bergwald bewachsener Süd- und Südostrand ist naturräumlich gesehen Teil des Unterraums Sulmer Bergebene in den Löwensteiner Bergen der Schwäbisch-Fränkischen Waldberge, während die übrigen tieferen, offenen und größtenteils beackerten Anteile zum Unterraum Kocherplatten und Krumme Ebene der Hohenloher und Haller Ebene gerechnet werden. Der südliche Teil des Gebietes liegt in der ungefähr dessen Hälfte umfassenden Gemarkung Dahenfeld der Stadt Neckarsulm, ausgenommen nur einen etwa 15 ha großen Randstreifen Hochebenenwalds der Gemeinde Erlenbach an der südwestlichen Wasserscheide, wo der mit etwa 339 m ü. NHN höchste Punkt des gesamten Gebietes liegt, und einen etwa 23 ha großen Randstreifen Ackerlands der Gemeinde Oedheim an der nordwestlichen sowie den südöstlichen Bergwaldhang des Dahenfelder Schlags, welcher zusammen mit dem nördlichen Einzugsgebietsteil fast vollständig in der zentralen Gemarkung der Stadt Neuenstadt am Kocher liegt, die etwas weniger als die Hälfte des Gebietes umfasst.
Die Siedlungsplätze sind das vom längeren linken Oberlauf Brunnenwiesenbach durchflossene Dorf Dahenfeld von Neckarsulm im Süden, von Neuenstadt der Wohnplatz Seewiesen am Beginn des Unterlaufs und rechts darüber der generisch so genannte Aussiedlerhof sowie ein Sektor neueren Siedlungsgebietes im Süden der zentralen Stadt um den mündenden Dahenbach.
Reihum grenzen die Einzugsgebiete der folgenden Nachbargewässer an:
- Im Osten fließt der Limbach ungefähr parallel zum Dahenbach etwas weiter aufwärts zum Kocher-Zufluss Brettach;
- im Süden entsteht jenseits der Bergebene aus seinen Oberläufen der Schmalbach, der über den Eberbach zur Sulm entwässert;
- im Südsüdwesten liegt das Quellgebiet des Erlenbachs, eines tieferen Zuflusses der Sulm;
- im Südwesten entsteht der dort noch Lautenbach genannte Attichsbach, der letzte Zufluss der Sulm;
- im Nordwesten zieht der wiederum parallel zum Dahenbach laufende Wäschbach wenig unterhalb der Brettach zum Kocher, der selbst den Neckar erst unterhalb der Sulm erreicht.

### Zuflüsse und Seen
Liste der Zuflüsse und  Seen von der Quelle zur Mündung. Gewässerlänge, Seefläche, Einzugsgebiet und Höhe nach den entsprechenden Layern auf der Onlinekarte der LUBW. Andere Quellen für die Angaben sind vermerkt.
Ursprung des Dahenbachs auf etwa 220 m ü. NHN etwa 300 Meter südöstlich des Ortsrandes von Neckarsulm-Dahenfeld am Rand des Hangwaldes Dahenfelder Schlag unter der Bergebene.
- Brunnenwiesenbach, von links und Südwesten auf etwa 188 m ü. NHN unterhalb von Dahenfeld an der Stadtgrenze zu Neuenstadt am Kocher und gegenüber dem Hangwald des Dahenfelder Schlags, 2,3 km und ca. 3,2 km². Entsteht auf etwa 230 m ü. NHN südwestlich von Dahenfeld im unteren Mönchswald.
  -  Durchfließt gleich nach der Quelle auf über 225 m ü. NHN nacheinander zwei Teiche am Waldrand, zusammen etwas über 0,1 ha.
- (Waldbach aus dem Mittleren Schlägle), von rechts und Südosten auf etwa 187 m ü. NHN gegenüber den feuchten Äußeren Seewiesen, ca. 0,5 km[LUBW 7] und ca. 0,2 km². Entsteht auf etwa 217 m ü. NHN im Mittleren Schlägle. Unbeständig.
- (Feldgraben aus der Wolfsklinge oder eher aus dem Gewann Wanne[LUBW 8]), von links und Westen auf etwa 179 m ü. NHN zwischen den Häusern von Neuenstadt am Kocher-Seewiesen, 0,9 km und ca. 0,5 km². Entsteht auf etwa 201 m ü. NHN neben einem Feldweg.
- (Feldgraben aus dem Gewann Ob dem Seebrunnen), von links und Westen auf etwa 177 m ü. NHN unterhalb von Seewiesen, 0,5 km und ca. 0,3 km². Entsteht auf etwa 196 m ü. NHN zwischen Feldern.

Mündung des Dahenbachs von links und Südwesten auf 164 m ü. NHN in die unterste Brettach gleich nach der Flussbrücke des Mühlwegs in Neuenstadt. Der Bach ist auf dem Namenslauf 4,0 km, mit dem längeren linken Oberlauf Brunnenwiesenbach sogar 4,9 km lang und hat ein 8,1 km² großes Einzugsgebiet.

## Geologie
Die mesozoische Schichtenfolge im Einzugsgebiet reicht vom Schilfsandstein (Stuttgart-Formation) auf der Hochfläche der Sulmer Bergebene im Süden über den Gipskeuper (Grabfeld-Formation) im überwiegenden Teil des Einzugsgebietes bis hinunter zum Lettenkeuper (Erfurt-Formation), der erst etwa ab dem Ortsrand von Neuenstadt am unteren Hang auszustreichen beginnt. Diese alten Sedimentschichten sind auf der Bergebene wie auch unterhalb von ihr vor dem Bergfuß weithin durch viel jüngere pleistozäne überdeckt, vor allem durch Löss und Lösssediment, aber auch und vor allem rechts des Laufes durch lössführende Fließerden.
Vom Hüttberg wenig südlich von Dahenfeld und vor allem im Dahenfelder Schlag rechts über dem Oberlauf sind Hangschollen abgerutscht. Das Schwemmlandband um den Dahenbach beginnt schon weit oben um die beiden Oberlaufäste und besteht schon bald aus Auenlehmen.
Als Geotope ausgewiesen sind die Großschollenrutschung im Dahenfelder Schlag rechts über dem Oberlauf mit etwa 800 Meter langer Abrisslinie im Grenzbereich Schilfsandstein/Gipskeuper sowie im Ortsbereich von Neuenstadt zuletzt am rechten Hang ein aufgeschlossenes Profil vom obersten Unterkeuper mit gut sichtbarem  Grenzdolomit bis zum ausgelaugten untersten Gipskeuper darüber.

## Natur und Schutzgebiete
Dem Lauf des Dahenbachs entlang liegen immer wieder Nasswiesen. Kurz nach dem Übertritt auf Neuenstadter Gebiet gibt es linksseits im Gewann Äussere Seewiesen ein größeres Großseggenried, das als Naturdenkmal ausgewiesen ist. Am meist begradigten und oft tief eingeschnittenen Unterlauf hat der Biber Dämme angelegt.
Um den Mittellauf ist eine größere Fläche als Wasserschutzgebiet festgesetzt, darin liegen zwei Wasserfassungen neben dem unteren Oberlauf des Dahenbachs und dem unteren Brunnenwiesenbach; fast das gesamte weitere südliche Einzugsgebiet ist für eine Erweiterung abgegrenzt. Am Südrand des Siedlungsbereichs von Neuenstadt ist linksseits des Baches ein kleineres Wasserschutzgebiet festgesetzt um das Gewann Ob dem Seebrunnen; am Auenrand des Baches gab es dort früher eine Brunnenstube.

### LUBW
Amtliche Online-Gewässerkarte mit passendem Ausschnitt und den hier benutzten Layern: Lauf und Einzugsgebiet des Dahenbachs

Allgemeiner Einstieg ohne Voreinstellungen und Layer: Daten- und Kartendienst der Landesanstalt für Umwelt Baden-Württemberg (LUBW) (Hinweise)
1. 1 2 3 4 5  Höhe nach dem Höhenlinienbild auf dem Hintergrundlayer Topographische Karte.
2. 1 2 3 4  Länge nach dem Layer Gewässernetz (AWGN).
3. 1 2  Einzugsgebiet nach dem Layer Basiseinzugsgebiet (AWGN).
4. ↑  Gewannname Dahbachwiesen nach dem Layer Liegenschaften und Gewässer
5. ↑  Seefläche nach dem Layer Stehende Gewässer.
6. ↑  Einzugsgebiet abgemessen auf dem Hintergrundlayer Topographische Karte.
7. ↑  Länge abgemessen auf dem Hintergrundlayer Topographische Karte.
8. ↑  Name Wolfsklinge nach dem Layer Gewässername. Dieser Name für die Talmulde erscheint aber zweifelhaft, da laut dem Layer Topographische Karte am Südrand derselben Gemarkung etwa einen Kilometer bachaufwärts eine andere linke Talmulde dieses Namens zum Dahenbach läuft und auf diese Karte für die Talmulde des hier behandelten Grabens kein solcher Name eingetragen ist.
9. ↑  Schutzgebiete nach den einschlägigen Layern, Natur teilweise nach dem Layer Geschützte Biotope.

### Andere Belege
1. 1 2  Nach
  - Dahenfeld. In: Julius Hartmann, Eduard Paulus (Hrsg.): Beschreibung des Oberamts Neckarsulm (= Die Württembergischen Oberamtsbeschreibungen 1824–1886. Band 61). W. Kohlhammer, Stuttgart 1881, S. 327–333 (Volltext [Wikisource]).

wurde der Bach damals zusammen mit dem heute Brunnenwiesenbach genannten Oberlauf Dahbach genannt. Auch das
  - Meßtischblatt 6721 Kochendorf von 1902 in der Deutschen Fotothek

beschriftet den Bach zumindest abwärts des Zusammenflusses der Oberläufe noch mit dieser um die Mittelsilbe kürzeren Namensform.
2. ↑  Josef Schmithüsen: Geographische Landesaufnahme: Die naturräumlichen Einheiten auf Blatt 161 Karlsruhe. Bundesanstalt für Landeskunde, Bad Godesberg 1952. → Online-Karte (PDF; 5,1 MB)
3. ↑  Wolf-Dieter Sick: Geographische Landesaufnahme: Die naturräumlichen Einheiten auf Blatt 162 Rothenburg o. d. Tauber. Bundesanstalt für Landeskunde, Bad Godesberg 1962. → Online-Karte (PDF; 4,7 MB)
4. ↑  Geologie nach den Layern zu Geologische Karte 1:50.000 auf: Mapserver des Landesamtes für Geologie, Rohstoffe und Bergbau (LGRB) (Hinweise)
5. ↑  Geotopsteckbrief der Großschollenrutschung auf: media.lgrb.bw.de, abgefragt am 29. Juli 2022
6. ↑  Geotopsteckbrief des Unterkeuperprofils in Neuenstadt auf: media.lgrb.bw.de, abgefragt am 29. Juli 2022